# Похищението на Ганимед (Рубенс)
Похищението на Ганимед е картина на фламандския бароков художник Петер Паул Рубенс, създадена за испанския крал Филип IV между 1636 и 1638 г. Картината е в колекцията на музея „Прадо“ в Мадрид.
Изобразява римския и гръцки мит за Ганимед. Изобразява момента, в който римският върховен бог Юпитер, маскиран като орел, хваща младия пастир Ганимед и го вдига във въздуха.
Драматичната сцена дава на Рубенс достатъчно възможности да покаже умението си да изобразява оживена сцена и голо тяло.